# Estrella de disco
En astronomía, se denomina estrella de disco a una estrella que se encuentra dentro del disco galáctico de una galaxia espiral, como es el caso de nuestra galaxia, la Vía Láctea.
Las llamadas estrellas del disco fino, como el Sol o Alfa Centauri, se encuentran a una distancia típica de unos 1000 años luz del centro del plano de la galaxia. Por otra parte, las estrellas del disco grueso, como Lalande 21185, tienden a tener velocidades más altas fuera del plano galáctico y se encuentran en una distancia media de unos 3500 años luz del centro del plano galáctico. La brillante Arturo (α Bootis) y Menkent (θ Centauri) podrían ser estrellas del disco grueso galáctico.
Más allá de los límites del disco grueso de la galaxia se encuentra el halo galáctico.

## Ejemplos de estrellas del disco grueso
En la tabla inferior figuran algunas estrellas cuya probabilidad de pertenencia al disco grueso galáctico es mayor del 90%.
| Nombre           | Número de catálogo HD | Tipo espectral | Máxima distancia al centro del plano galáctico (kpc) | Probabilidad de pertenecer al disco grueso |
| ---------------- | --------------------- | -------------- | ---------------------------------------------------- | ------------------------------------------ |
|                  | HD 76932              | F7-8IV         | 1,69                                                 | 1,00                                       |
| 35 Pegasi        | HD 212943             | K0III          | 1,69                                                 | 0,92                                       |
| 34 Vulpeculae    | HD 203344             | K1III          | 1,38                                                 | 0,96                                       |
| 27 Arietis       | HD 15596              | G5III-IV       | 1,13                                                 | 0,98                                       |
| Gliese 783       | HD 191408             | K2V+M4V        | 1,09                                                 | 0,97                                       |
| 24 Bootis        | HD 127243             | G3IV           | 1,05                                                 | 0,98                                       |
| 72 Herculis      | HD 157214             | G0V            | 1,03                                                 | 1,00                                       |
| 171 Puppis       | HD 63077              | F9 V           | 0,91                                                 | 0,99                                       |
|                  | HD 199288             | G2V            | 0,88                                                 | 1,00                                       |
| 14 Andromedae    | HD 221345             | K0III          | 0,43                                                 | 0,99                                       |
| 16 Virginis      | HD 107328             | K0IIIb         | 0,40                                                 | 0,96                                       |
|                  | HD 62301              | F8V            | 0,20                                                 | 1,00                                       |
| Épsilon Fornacis | HD 18907              | G5IV           | 0,17                                                 | 0,96                                       |
| 65 Leonis        | HD 96436              | G9III          | 0,07                                                 | 0,96                                       |
| Arturo           | HD 124897             | K1.5III        | 0,04                                                 | 0,99                                       |

Fuentes: Soubiran, C.; Bienaymé, O.; Mishenina, T. V.; Kovtyukh, V. V. (2008). «Vertical distribution of Galactic disk stars. IV. AMR and AVR from clump giants». Astronomy and Astrophysics 480 (1). pp. 91-101. |
Soubiran, C.; Girard, P. (2005). «Abundance trends in kinematical groups of the Milky Way's disk». Astronomy and Astrophysics 438 (1). pp. 139-151.